# ポートレイト・イン・ジャズ2
『ポートレイト・イン・ジャズ2』は、村上春樹文、和田誠画のエッセイ集および画集。

## 概要
2001年4月27日、新潮社より刊行された。『ポートレイト・イン・ジャズ』（新潮社、1997年12月）の続編である。個展「JAZZ2」（1999年開催）に出品するために和田が描いた20人のジャズ・ミュージシャンの絵に、6人の絵を加え、それぞれの作品（人物）に村上がエッセイを付けた。村上の文章はすべて書き下ろしである。
2004年2月1日、前作と本書を合わせて1冊にし、書き下ろし3編（アート・ペッパー、フランク・シナトラ、ギル・エヴァンズ）を加えたものが、同じタイトルで新潮文庫として刊行された。

## 収録アーティスト
ソニー・ロリンズ
『THE BRIDGE』
ホレス・シルヴァー
『SONG FOR MY FATHER』
アニタ・オデイ
『ANITA 0'DAY AT MISTER KELLY'S』
モダン・ジャズ・カルテット
『CONCORDE』
テディ・ウィルソン
『MR. WILSON』
グレン・ミラー
『MUSIC MADE FAMOUS BY GLENN MILLER SILVER JUBILEE ALBUM』
ウェス・モンゴメリ
『FULL HOUSE』
クリフォード・ブラウン
『STUDY IN BROWN』
レイ・ブラウン
『THE POLL WINNERS』（Barney Kessel with Shelly Manne and Ray Brown）
メル・トーメ
『¡OLÉ TORMÉ!: MEL TORMÉ GOES SOUTH OF THE BORDER WITH BILLY MAY』
シェリー・マン
『SHELLY MANNE & HIS MEN AT THE BLACK HAWK VOL.1』
ジューン・クリスティ
『DUET』
ジャンゴ・ラインハルト
『DJANGOLOGY』
オスカー・ピーターソン
『NORMAN GRANZ' JAZZ AT THE PHILHARMONIC VOL.16』
オーネット・コールマン
『TOWN HALL CONCERT 1962』
リー・モーガン
『THE SIDEWINDER』
ジミー・ラッシング
『LITTLE JIMMY RUSHING AND THE BIG BRASS』
ボビー・ティモンズ
『A NIGHT IN TUNISIA』（Art Brakey & the Jazz Messengers）
ジーン・クルーパ
『GENE KRUPA PLAYS GERRY MULLIGAN ARRANGEMENTS』
ハービー・ハンコック
『MAIDEN VOYAGE』
ライオネル・ハンプトン
『YOU BETTER KNOW IT!!!』
ハービー・マン
『WINDOWS OPENED』
ホーギー・カーマイケル
『V-DISC CATS PARTY / VOLUME ONE FEATURING HOAGY CARMICHAEL』
トニー・ベネット
『THE TONY BENNET SONG BOOK』（The Ralph Sharon Trio）
エディー・コンドン
『BIXIELAND』
ジャッキー&ロイ
『STORYVILLE PRESENTS JACKIE AND ROY』